# Montagne-Fayel
Montagne-Fayel (picardisch: Montane-Foéyé) ist eine nordfranzösische Gemeinde mit 145 Einwohnern (Stand 1. Januar 2022) im Département Somme in der Region Hauts-de-France. Die Gemeinde liegt im Arrondissement Amiens, ist Teil der Communauté de communes Somme Sud-Ouest und gehört zum Kanton Ailly-sur-Somme.

## Geographie
Montagne-Fayel liegt rund 6,5 km südsüdöstlich von Airaines und fünf km nordwestlich von Molliens-Dreuil zwischen den Wäldern von Warlus und Riencourt. Der Ortsteil Fayel liegt rund einen Kilometer südöstlich vom Ortszentrum.

## Einwohner
| 1962 | 1968 | 1975 | 1982 | 1990 | 1999 | 2006 | 2011 |
| ---- | ---- | ---- | ---- | ---- | ---- | ---- | ---- |
| 183  | 158  | 149  | 176  | 162  | 160  | 170  | 166  |

## Verwaltung
Bürgermeister (maire) ist seit 2001 Jean-Marie Turlot.

## Sehenswürdigkeiten
- Kirche Saint-Apre
- Kriegerdenkmal